# Владимир Копицл
Владимир Копицл (Ђенерал Јанковић, 5. август 1949) српски је песник и есејиста, преводилац, уметник, новинар, позоришни и филмски критичар.

## Биографија
Рођен је 8. августа 1949. године у Ђенерал Јанковићу, на Косову и Метохији. Основну и средњу школу завршио у Новом Саду, где је и дипломирао на Катедри за југословенску и општу књижевност Филозофског факултета.
Радио је од 1971. до 1973. године као уредник Центра за уметност Трибине младих у Новом Саду, 1978. и 1979. године радио као професор у Центру за образовање кадрова преводилачке и културолошке струке у Карловачкој гимназији (1978—1979), а од 1981. године био је запослен у редакцији „Дневника“ као књижевни, филмски, позоришни критичар и уредник.
Уређивао је неколико књижевних часописа (Летопис Матице српске, Раyс/Лучи/Los Rauos/Strahlen, ТРАНСкаталог), члан жирија (БИТЕФ, Мало Позорје, ФИАТ, Фестивал професионалних позоришта Војводине...), био је оснивач, селектор и председник Уметничког одбора Интернационалног фестивала алтернативног и новог театра ИНФАНТ у Новом Саду и селектор Фестивала професионалних позоришта Војводине, Југословенског позоришног фестивала у Ужицу и Стеријиног позорја у Новом Саду.
Од 1971. до 1976. године био је активан на пољу концептуалне уметности, перформанса, проширених медија и излагао на многим самосталним и групним изложбама у нашој земљи и свету. Његови радови из ове области укључени су у неколико европских и светских антологија и зборника, на пример – Klaus Groh, Aktuelle Kunst in Osteuropa, DuMont Aktuel, Cologne, 1972,...

## Чланство у удружењима
- Српско књижевно друштво,[2]
- Српски ПЕН центар,
- Друштво књижевника Војводине,
- Југословенско друштво за уметност и технологију спектакла – ЈУСТАТ,
- Међународна федерација филмских критичара - ФИПРЕСЦИ,
- Удружење позоришних критичара и театролога Србије,
- Међународно удружење позоришних критичара - АИЦТ.

## Објавњена дела

### Књиге поезије
- Аер (Матица српска, 1978),
- Парафразе пута (Матица српска, 1980),
- Гладни лавови (КЗНС, 1985),
- Вапаји & конструкције (Матица српска, 1986),
- Питање позе (Матица српска, 1992),
- Приказе – нове и изабране кратке песме (Матица српска,1995),
- Клисурине (Народна књига, 2002),
- Песме смрти и разоноде – изабране и нове песме (Orpheus, 2002),
- Смернице (НБ Светозар Марковић, 2006),
- Промашаји (НБ "Стефан Првовенчани", 2008),
- Совин избор (НБ "Владислав Петковић Дис", 2008),
- 27 песама: тенкови&луне (Културни центар Нови Сад, 2011),
- Несвршено, двојезично издање (2011),
- Туфне - изабране песме (2013),

### Књиге есеја
- Механички патак, дигитална патка (Народна књига, 2003),[3]
- Призори из невидљивог (Народна књига, 2006).

### Рад и превод зборника и антологија
- Тело уметника као субјект и објект уметности (Трибина младих, 1972),
- Трип – водич кроз савремену америчку поезију (Народна књига, 1983 – са Владиславом Бајцем),
- Нови песнички поредак – антологија новије америчке поезије (Октоих, 2001 – са Дубравком Ђурић),
- Миленијумски цитати (Orpheus, 2005),
- Врата панике – Тело, друштво и уметност у мрежи технолошке дереализације (Orpheus, 2005),
- Техноскептицизам (Orpheus, 2007)

## Награде и признања
- Бранкова награда, за књигу поезије Аер, 1979.
- Стеријина награда за позоришну критику, 1989.
- Награда Друштва књижевника Војводине за књигу године, за књигу поезије Клисурине, 2003.
- Награда „Стеван Пешић”, за књигу поезије Клисурине, 2003.
- Награда „Исток-Запад”, за књигу Смернице, 2006.
- Дисова награда, 2008.
- Награда „Десанка Максимовић”, 2012.
- Награда „Бранко Миљковић”, за књигу поезије Удаљени бубњеви, 2020.
- Награда „Димитрије Митриновић”, за роман Пурпурна декада, 2021.